# Hopman Cup 2008
Der Hopman Cup 2008 war die 20. Ausgabe des Tennisturniers im australischen Perth. Er wurde vom 29. Dezember 2007 bis zum 4. Januar 2008 ausgetragen.
Im Finale gewann das an Position eins gesetzte Team in Person von Serena Williams und Mardy Fish aus den Vereinigten Staaten mit 2:1 gegen das an zwei gesetzte Team Jelena Janković und Novak Đoković aus Serbien.

## Teilnehmer und Gruppeneinteilung
| Nation                | Teilnehmer                          |
| --------------------- | ----------------------------------- |
| (2) Serbien           | Jelena Janković und Novak Đoković   |
| (4) Frankreich        | Tatiana Golovin und Arnaud Clément  |
| (5) Argentinien       | Gisela Dulko und Juan Ignacio Chela |
| (8) Chinesisch Taipeh | Hsieh Su-wei und Lu Yen-hsun        |

| Nation                 | Teilnehmer                       |
| ---------------------- | -------------------------------- |
| (1) Vereinigte Staaten | Serena Williams* und Mardy Fish  |
| (3) Tschechien         | Lucie Šafářová und Tomáš Berdych |
| (6) Australien         | Alicia Molik und Peter Luczak    |
| (7) Indien             | Sania Mirza und Rohan Bopanna    |

* Serena Williams konnte gegen Indien wegen einer Verletzung nicht antreten und wurde durch Meghann Shaughnessy ersetzt.

## Spielplan

### Tabelle
| Pos. | Land           | Gewonnen | Verloren | Spiele | Sätze |
| ---- | -------------- | -------- | -------- | ------ | ----- |
| 1.   | Serbien        | 3        | 0        | 7–2    | 15–8  |
| 2.   | Frankreich     | 2        | 1        | 6–3    | 13–8  |
| 3.   | Chinese Taipei | 1        | 2        | 3–6    | 9–14  |
| 4.   | Argentinien    | 0        | 3        | 2–7    | 7–15  |

| Pos. | Land               | Gewonnen | Verloren | Spiele | Sätze |
| ---- | ------------------ | -------- | -------- | ------ | ----- |
| 1.   | Vereinigte Staaten | 3        | 0        | 8–1    | 16–4  |
| 2.   | Indian             | 1        | 2        | 4–5    | 10–12 |
| 3.   | Australien         | 1        | 2        | 3–6    | 8–12  |
| 4.   | Tschechien         | 1        | 2        | 3–6    | 7–13  |

| Abschnitt | Datum             | Team 1             | Team 2             | Ergebnis |
| --------- | ----------------- | ------------------ | ------------------ | -------- |
| Vorrunde  | 29. Dezember 2007 | Vereinigte Staaten | Indien             | 2:1      |
| Vorrunde  | 29. Dezember 2007 | Tschechien         | Australien         | 1:2      |
| Vorrunde  | 30. Dezember 2007 | Serbien            | China Taipe        | 3:0      |
| Vorrunde  | 30. Dezember 2007 | Frankreich         | Argentinien        | 2:1      |
| Vorrunde  | 31. Dezember 2007 | Vereinigte Staaten | Tschechien         | 3:0      |
| Vorrunde  | 1. Januar 2008    | Australien         | Indien             | 1:2      |
| Vorrunde  | 2. Januar 2008    | Serbien            | Frankreich         | 2:1      |
| Vorrunde  | 2. Januar 2008    | Argentinien        | China Taipe        | 0:3      |
| Vorrunde  | 3. Januar 2008    | Vereinigte Staaten | Australien         | 3:0      |
| Vorrunde  | 3. Januar 2008    | Tschechien         | Indien             | 2:1      |
| Vorrunde  | 3. Januar 2008    | Serbien            | Argentinien        | 2:1      |
| Vorrunde  | 3. Januar 2008    | Frankreich         | China Taipe        | 3:0      |
| Finale    | 4. Januar 2008    | Serbien            | Vereinigte Staaten | 1:2      |

## Ergebnisse
| Datum             | Team 1             | Team 2             | Ergebnis | Spiel        | Spieler 1           | Spieler 2          | Resultat        |
| ----------------- | ------------------ | ------------------ | -------- | ------------ | ------------------- | ------------------ | --------------- |
| 29. Dezember 2007 | Vereinigte Staaten | Indien             | 2:1      | Dameneinzel  | Meghann Shaughnessy | Sania Mirza        | 6:3, 4:6, 6:3   |
| 29. Dezember 2007 | Vereinigte Staaten | Indien             | 2:1      | Herreneinzel | Mardy Fish          | Rohan Bopanna      | 6:2, 6:4        |
| 29. Dezember 2007 | Vereinigte Staaten | Indien             | 2:1      | Mixed        | Shaughnessy, Fish   | Mirza, Bopanna     | 4:6, 4:6        |
| 29. Dezember 2007 | Tschechien         | Australien         | 1:2      | Dameneinzel  | Lucie Šafářová      | Alicia Molik       | 5:7, 2:6        |
| 29. Dezember 2007 | Tschechien         | Australien         | 1:2      | Herreneinzel | Tomáš Berdych       | Peter Luczak       | 7:68, 6:4       |
| 29. Dezember 2007 | Tschechien         | Australien         | 1:2      | Mixed        | Šafářová, Berdych   | Molik, Luczak      | 5:7, 3:6        |
| 30. Dezember 2007 | Serbien            | Chinese Taipei     | 3:0      | Dameneinzel  | Jelena Janković     | Hsieh Su-wei       | 6:4, 6:4        |
| 30. Dezember 2007 | Serbien            | Chinese Taipei     | 3:0      | Herreneinzel | Novak Đoković       | Lu Yen-hsun        | 7:5, 2:6, 6:3   |
| 30. Dezember 2007 | Serbien            | Chinese Taipei     | 3:0      | Mixed        | Janković, Đoković   | Hsieh, Lu          | 3:6, 6:2, 7:69  |
| 30. Dezember 2007 | Frankreich         | Argentinien        | 2:1      | Dameneinzel  | Tatiana Golovin     | Gisela Dulko       | 6:4, 6:3        |
| 30. Dezember 2007 | Frankreich         | Argentinien        | 2:1      | Herreneinzel | Arnaud Clément      | Juan Ignacio Chela | 3:6, 1:6        |
| 30. Dezember 2007 | Frankreich         | Argentinien        | 2:1      | Mixed        | Golovin, Clément    | Dulko, Chela       | 6:3, 6:2        |
| 31. Dezember 2007 | Vereinigte Staaten | Tschechien         | 3:0      | Dameneinzel  | Serena Williams     | Lucie Šafářová     | 6:0, 2:6, 7:5   |
| 31. Dezember 2007 | Vereinigte Staaten | Tschechien         | 3:0      | Herreneinzel | Mardy Fish          | Tomáš Berdych      | 6:0, Aufgabe    |
| 31. Dezember 2007 | Vereinigte Staaten | Tschechien         | 3:0      | Mixed        | Williams, Fish      | Šafářová, Berdych  | w.o.            |
| 1. Januar 2008    | Australien         | Indien             | 1:2      | Dameneinzel  | Alicia Molik        | Sania Mirza        | 2:6, 6:2, 4:6   |
| 1. Januar 2008    | Australien         | Indien             | 1:2      | Herreneinzel | Peter Luczak        | Rohan Bopanna      | 7:6, 6:3        |
| 1. Januar 2008    | Australien         | Indien             | 1:2      | Mixed        | Molik, Luczak       | Mirza, Bopanna     | 2:6, 6:4, 612:7 |
| 2. Januar 2008    | Serbien            | Frankreich         | 2:1      | Dameneinzel  | Jelena Janković     | Tatiana Golovin    | 1:0, Aufgabe    |
| 2. Januar 2008    | Serbien            | Frankreich         | 2:1      | Herreneinzel | Novak Đoković       | Arnaud Clément     | 6:3, 6:3        |
| 2. Januar 2008    | Serbien            | Frankreich         | 2:1      | Mixed        | Janković, Đoković   | Golovin, Clément   | 5:7, 6:4, 7:65  |
| 2. Januar 2008    | Argentinien        | Chinese Taipei     | 0:3      | Dameneinzel  | Gisela Dulko        | Hsieh Su-wei       | 6:3 62:7, 5:7   |
| 2. Januar 2008    | Argentinien        | Chinese Taipei     | 0:3      | Herreneinzel | Juan Ignacio Chela  | Lu Yen-hsun        | 3:6, 4:6        |
| 2. Januar 2008    | Argentinien        | Chinese Taipei     | 0:3      | Mixed        | Dulko, Chela        | Hsieh, Lu          | 6:3, 4:6, 64:7  |
| 3. Januar 2008    | Vereinigte Staaten | Australien         | 3:0      | Dameneinzel  | Serena Williams     | Alicia Molik       | 6:2, 7:68       |
| 3. Januar 2008    | Vereinigte Staaten | Australien         | 3:0      | Herreneinzel | Mardy Fish          | Peter Luczak       | 7:65, 7:610     |
| 3. Januar 2008    | Vereinigte Staaten | Australien         | 3:0      | Mixed        | Williams, Fish      | Molik, Luczak      | 6:2, 6:3        |
| 3. Januar 2008    | Tschechien         | Indien             | 2:1      | Dameneinzel  | Lucie Šafářová      | Sania Mirza        | 6:2, 4:6, 6:3   |
| 3. Januar 2008    | Tschechien         | Indien             | 2:1      | Herreneinzel | Tomáš Berdych       | Rohan Bopanna      | 6:4, 6:0        |
| 3. Januar 2008    | Tschechien         | Indien             | 2:1      | Mixed        | Šafářová, Berdych   | Mirza, Bopanna     | 3:6, 2:6        |
| 3. Januar 2008    | Serbien            | Argentinien        | 2:1      | Dameneinzel  | Jelena Janković     | Gisela Dulko       | 7:610, Aufgabe  |
| 3. Januar 2008    | Serbien            | Argentinien        | 2:1      | Herreneinzel | Novak Đoković       | Juan Ignacio Chela | 6:2, 6:3        |
| 3. Januar 2008    | Serbien            | Argentinien        | 2:1      | Mixed        | Janković, Đoković   | Dulko, Chela       | 6:1, 3:6, 7:65  |
| 3. Januar 2008    | Frankreich         | Chinese Taipei     | 3:0      | Dameneinzel  | Tatiana Golovin     | Hsieh Su-wei       | 6:1, 6:1        |
| 3. Januar 2008    | Frankreich         | Chinese Taipei     | 3:0      | Herreneinzel | Arnaud Clément      | Lu Yen-hsun        | 7:64, 6:4       |
| 3. Januar 2008    | Frankreich         | Chinese Taipei     | 3:0      | Mixed        | Golovin, Clément    | Hsieh, Lu          | 6:4, 4:6, 7:66  |
| 4. Januar 2008    | Serbien            | Vereinigte Staaten | 1:2      | Dameneinzel  | Jelena Janković     | Serena Williams    | w.o.            |
| 4. Januar 2008    | Serbien            | Vereinigte Staaten | 1:2      | Herreneinzel | Novak Đoković       | Mardy Fish         | 6:2, 6:7, 7:6   |
| 4. Januar 2008    | Serbien            | Vereinigte Staaten | 1:2      | Mixed        | Janković, Đoković   | Williams, Fish     | 6:75, 2:6       |